# 和解
和解是一種契約。《中華民國民法》第736條規定，「稱和解者，謂當事人約定，互相讓步，以終止爭執或防止爭執發生之契約。」
若紛爭之當事人在民事訴訟程序進行中，於法官面前達成和解，這種和解並且會發生程序法上之效力，即終結訴訟，且和解之內容將具有與法院之確定判決同樣之效力。